# پیر مهر علی شاه
پیر مهرعلی شاه (۱۸۵۹–۱۹۳۷م) با نام کامل مهر علی شاه گیلانی، عارف، صوفی و شاعر وابستهٔ سلسلهٔ تصوف قادریه و چشتیه بود.

## زندگی‌نامه
وی در سال ۱۲۷۵ هجری در روستای گولره شریف از توابع اسلام‌آباد به دنیا آمد. پدرش پیر نذر دین از مشایخ قادریه بود. پیر مهر علی شاه در ۲۹ صفر ۱۳۵۶ هجری قمری مطابق با ۱۱ مه ۱۹۳۷ میلادی در گولره شریف در سن ۶۳ سالگی درگذشت و در همان گولره به خاک سپرده شد.
وی در سلسله چشتیه نظامیه، مرید شمس الدین سیالوی بود و نسبت خرقهٔ او به شمس الدین سیالوی می‌پیوست. او بر ضد احمدیه کتاب سیف چشیای و شمس الهدایه را نوشت.

## آثار و تألیفات
1. تحقیق الحق فی کلمة الحق
2. شمس الهدایة
3. سیف چشتیائی
4. اعلاء کلمة الله وما اهل به لغیر الله
5. الفتوحات الصمدیة
6. تصفیة ما بین سنی والشیعة
7. فتاوی مهریه
8. ملفوظات مهر علی شاه

## نمونه اشعار
| آشفته مه روی پر ناز و ستمگارم      |  | من کشتهٔ ابروی آن دلبر عیارم       |
| بر یاد سیه چشمی همه روز سیاهم شد   |  | وز ناوک مژگانش صد خار به دل دارم  |
| از زلف پریشانش شد خانه بدوش من     |  | وز مصحف روی او آیات خدا دارم      |
| عشق او شد ساری چون بو به گلاب اندر |  | او در من ومن در وی سرّیست ز اسرارم |
| تا یافته‌ام خبری از باب علوم دل     |  | دلداه به مهر آن شه حیدر کرارم     |